# Seudah Shlishit
Seudah shlishit (hébreu : סעודה שלישית (səʿuḏah šəlišiṯ) troisième repas) ou shaleshudes (Yiddish) est un des trois repas du Chabbat, prenant place le samedi après-midi et devant débuter avant la tombée de la nuit,. 

## Origine
La Seudah shlishit est le troisième repas du Chabbat dont l'origine est liée à la Manne dans le désert,,,,.